# Actes et documents du Saint-Siège relatifs à la Seconde Guerre mondiale
Actes et documents du Saint Siège relatifs à la Seconde Guerre Mondiale (dt. Übers. des Titels: Akten und Dokumente des Heiligen Stuhls in bezug auf den Zweiten Weltkrieg), oft abgekürzt als: ADSS, ist eine elfbändige Veröffentlichung einer Sammlung von historischen Dokumenten des Vatikans, zusammengestellt von den Historikern und Jesuitenpatres Pierre Blet (Frankreich), Angelo Martini (Italien), Burkhart Schneider (Deutschland), und Robert Graham (USA), initiiert 1964 durch Paul VI. und veröffentlicht zwischen 1965 und 1981.
Die Veröffentlichung von rund 5100 Aktenstücken auf über 7600 Seiten ist eine seltene Ausnahme der ungeschriebenen Regel des Vatikans, der zufolge 75 Jahre nach dem Tod eines Pontifex (hier wäre es Pius XII.) vergehen müssen, bis dessen Archive geöffnet werden können. Diese Vorabveröffentlichung geschah als Antwort auf das 1963 veröffentlichte und kontrovers diskutierte Drama Der Stellvertreter von Rolf Hochhuth, der Pius XII. Schweigen und Versagen gegenüber dem Holocaust, von dem er Bescheid wusste, vorgeworfen hatte.
Keines der Dokumente – die meisten von ihnen sind auf Italienisch verfasst – wurde übersetzt. Die Einführungen zu den elf Bänden und die knappen Beschreibungen der Dokumente sind auf Französisch verfasst. Ein Band wurde ins Englische übersetzt.
Fünf Bände befassen sich mit dem Zweiten Weltkrieg in chronologischer Reihenfolge. Vier Bände behandeln die humanitären Aktivitäten des Heiligen Stuhls während des Krieges in chronologischer Reihenfolge. Ein Band enthält die Briefe Pius XII. mit deutschen Bischöfen vor und während des Krieges, unter anderem v. Preysing. Der letzte Band befasst sich mit Dokumenten in Bezug auf Polen und die Baltischen Staaten.
Die vier Jesuitenpatres haben als Herausgeber ebenso weitere Veröffentlichungen bearbeitet, die sich als Ableitungen oder Zusammenfassungen dieser Quellenedition verstehen. Zu nennen ist hier stellvertretend die Veröffentlichung Pierre Blets: Papst Pius XII. und der Zweite Weltkrieg. Aus den Akten des Vatikans.

## Rezeption und Kritik
Die Dokumentensammlung wurde von ihren Herausgebern als repräsentativ beschrieben, von Kritikern allerdings als nicht vollständig bezeichnet. Nennenswerte fehlende Dokumente sind unter anderen der Briefwechsel 1943–1944 zwischen Pius XII. und dem Berliner Bischof Konrad Preysing, die Briefe und Unterlagen in Bezug auf Bischof Alois Hudal und die meisten Dokumente in Bezug auf Osteuropa.
Während der Historiker Lutz Klinkhammer die Edition als «sehr gut gearbeitet» bezeichnete und überdies ausschloss, dass es «wesentliche Auslassungen» gegeben habe, wies der Kirchenhistoriker Hubert Wolf auf nachweisliche Unterschlagungen der Herausgeber hin, die auf Unterdrückung antisemitischer Dokumente zurückzuführen seien, und widerlegte insgesamt die Vollständigkeit der Ausgabe.